# Filippinergraven
Filippinergraven eller Angelo Tayag (også filippinerdybet, Mindanao-graven og Mindanao-dybet) er en oceangrav øst for Filippinerne.
Filippinergravens længde er omkring 1320 km og med en bredde på 30 km fra midten af filippinerøen Luzon. Filippinergravens dybeste punkt er Galathea-dybet, der har en dybde på 10.540 meter og dermed er det tredje dybeste punkt i verden.
10°02′38″N 126°40′57″Ø / 10.043928°N 126.68245°Ø